# Добрыновцы
Добры́новцы (укр. Добринівці) — село в Юрковецкой сельской общине Черновицкого района Черновицкой области Украины.
До 2020 года входило в Заставновский район.
Население по переписи 2001 года составляло 1528 человек. Почтовый индекс — 59444. Телефонный код — 3737. Код КОАТУУ — 7321584001.
Добрыновское городище было расположено в центре гнезда славянских поселений VIII—IX веков. В IX веке это ремесленное поселение со всех сторон было ограждено деревянными стенами, сооруженными из горизонтально положенных брёвен, которые закреплялись при помощи вертикально стоящих столбов, а на отдельных, более важных участках — срубами. Вдоль оборонительной стены Добрыновского городища располагались большие наземные общественные дома — контины площадью до 100 м². В центре одного из них раскопано культовое захоронение, возможно, старейшины.
В июне 1797 года у села произошло сражение отряда польских повстанцев под командованием Иоахима Дениско, которые потерпели поражение от австрийских войск.